# Песочная улица (Центральный район)
Песочная улица — исчезнувшая улица в Санкт-Петербурге, проходившая от площади Растрелли до Кирочной улицы. Сейчас присоединена к Лафонской улице и Суворовскому проспекту.

## История
Первоначально — Пещаная улица (с 1798 по 1835 год). Проходила от площади Пролетарской Диктатуры до Кирочной улицы. Название связано с характером местности.
В 1810-х присоединена часть современной Лафонской улицы от площади Растрелли до Дафонской площади (современная площадь Пролетарской Диктатуры).
С 1821 года — Песочная улица, также Песочный переулок. На плане 1821 года как Песчная улица обозначена часть Суворовского проспекта включая Конно-Гвардейскую улицу, а как Песочный переулок — часть современной улицы Пролетарской Диктатуры.
В 1836 году участок от Лафонской площади до Кирочной улицы присоединён к Конно-Гвардейской улице. Оставшаяся часть пошла по трассе современной улицы Пролетарской Диктатуры.